# Margaret Hanmer
Margaret Hanmer (v. 1370 – v. 1420), aussi connue sous son nom gallois Marred ferch Dafydd, était l'épouse d'Owain Glyndŵr, un noble gallois ayant mené la révolte des Gallois, prenant le titre de prince de Galles.

## Biographie
Elle aurait épousé Owain vers 1383. Ils eurent cinq filles et six garçons. L'une de ses filles, Catrin, épousa le noble rebelle anglais Edmond Mortimer en 1402. Une autre, Alys, épousa Sir John Scudamore, shérif de Hereford. Une troisième fille, Janet, épousa Sir John de Croft, noble du Herefordshire, tandis qu'une quatrième, Margaret, épousa Sir Richard Monnington de Monnington, résidant également dans le Herefordshire. Les fils de Glyndŵr étaient Gruffudd, Madog, Maredudd, Thomas, John, et David. Gruffudd et Maredudd étaient nés de Margaret Hanmer mais l'identité de la mère des quatre autres fils reste inconnue.

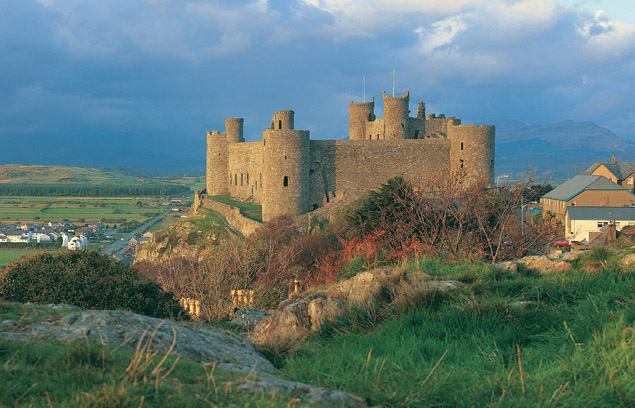
Le château de Harlech.

Après qu'Owain se soit proclamé prince de Galles le 16 septembre 1400, Margaret et ses enfants s'enfuirent pour échapper aux représailles des Anglais. Après que leurs maisons à Sycharth et Glyndyfrdwy aient été brûlées en 1403, ils vécurent au château de Harlech, dont le jeune Henri de Monmouth s'empare en 1409. 
Margaret est capturée et emprisonnée à la tour de Londres avec sa fille Catrin, une autre fille, et les trois filles de Catrin. Le fils aîné de Margaret Hanmer, Gruffudd, emprisonné à la Tour depuis 1405, y mourut en 1412. Catrin et ses filles moururent en 1413. La date de décès de Margaret reste incertaine. On sait qu'elle est décédée avant 1421, date à laquelle son fils Maredudd se soumet au roi Henri V.